# Aberdeen
Aberdeen (angleška izgovorjava /ˌæbərˈdiːn/ (); škotsko Aiberdeen, izgovorjava [ˌeːbərˈdin]  or [ˈeːbərdin] ; škotskogelsko Obar Dheathain [ˈopəɾ ˈʝɛ.ɪɲ]; latinsko Aberdonia) je mesto na Škotskem (Združeno kraljestvo). Leta 2010 je štel 210.000 prebivalcev.
Aberdeen je pristanišče in industrijsko središče med rekama Don in Dee. Leži ob severovzhodni škotski obali Severnega morja. V mestu je kemična in strojna industrija, ribiško pristanišče, servisno središče za britanska naftna črpališča v Severnem morju, 2 univerzi (med drugim Aberdeenska univerza, ki je bila ustanovljena leta 1860 z združitvijo King's in Marischal Collegea), sedež katoliške škofije in mednarodno letališče. Mesto je znano po izvozu granita. Znamenitosti so staro mestno jedro, zgrajeno iz sivega granita s stolnico sv. Macharja (1424–1532) in Kraljevim kolidžem 1495, v Novem Aberdeenu pa staro mestno jedro iz 13. in 14. stoletja s kolidžem Marischal 1593, umetnostno galerijo in pomorskim muzejem.